# Annali di Inisfallen
Gli Annali di Inisfallen sono una cronaca medievale della storia d'Irlanda. Si compone di oltre 2500 voci che vanno dal 433 al 1450, anche se si pensa che siano stati scritti tra il XII e il XV secolo. 
Fu scritta dai monaci dell'abazia di Innisfallen, sull'isola di Innisfallen nel Lough Leane, vicino a Killarney. Secondo Kathleen Hughes deriverebbero dall'ipotetica Cronaca d'Irlanda. La parte che narra della storia pre-cristiana dell'Irlanda conterrebbe molti elementi in comune con la Lebor Gabála Érenn.